# Gurgaon Rural
Gurgaon Rural is een census town in het district Gurgaon van de Indiase staat Haryana. 

## Demografie
Volgens de Indiase volkstelling van 2001 wonen er 17100 mensen in Gurgaon Rural, waarvan 54% mannelijk en 46% vrouwelijk is. De plaats heeft een alfabetiseringsgraad van 70%. 